# 돈 스파이크
돈 스파이크(영어: Don Spike, 본명: 김민수, 한국 한자: 金民手, 1977년 1월 24일 ~)는 대한민국의 대중음악 프로듀서 겸 작곡가이다. 1996년 포지션 객원멤버로 데뷔했다.

## 논란

### 필로폰 투약 적발사건
2022년 9월 26일 메스암페타민 양성 반응을 보이면서 마약류 관리법 위반 등 혐의로 경찰에 체포된돈 스파이크는 2021년 12월부터 2022년 9월까지 8차례에 걸쳐 A씨와 4500만원 상당의 필로폰을 공동으로 매입해 14차례 투약하고 20g 상당의 필로폰을 소지한 혐의로 구속기소되어 두 차례 동종 전과가 있으나 서울북부지방법원에서 “피고가 범행을 인정하고 반성하고 있으며 재범을 방지할 유대관계가 형성된 것으로 보인다”며 김씨에게 징역 3년에 집행유예 5년을 선고했다. 사회봉사 120시간과 약물치료 강의 수강 80시간, 추징금 3985만7500원도 같이 명령했다.

2023년 6월 15일 2심에서 징역 2년을 선고받고 법정구속되었다.

## 방송 활동
- 2011년 MBN 《뱀파이어 아이돌》 - 돈티처 역
- 2012년 MBN 《더 듀엣》
- 2013년 MBC 《황금어장 라디오스타》 334회
- 2013년 QTV 《신동엽과 순위 정하는 남자》 20회
- 2013년 Mnet 《슈퍼히트》
- 2014년 KBS2 《밀리언셀러》
- 2015년 MBC 《애니멀즈》
- 2015년 MBC 《세바퀴》 285회, 295회, 315회
- 2015년 MBC 《진짜 사나이》
- 2015년 KBS2 《1 대 100》 383회
- 2015년 SBS 《힐링캠프》 186회, 187회
- 2015년 KBS2 《네 멋대로 해라》
- 2015년 tvN 《수요미식회》
- 2015년 JTBC 《투유 프로젝트 - 슈가맨》
- 2016년 K STAR 《식신로드 2 LIVE》
- 2016년 O'live 《원나잇 푸드트립》
- 2016년 tvN 《노래의 탄생》
- 2016년 KBS2 《음식탐정》
- 2016년 O'live 《신동엽, 성시경은 오늘 뭐 먹지?》
- 2016년 SBS 《영재발굴단》
- 2017년 MBC 《은밀하게 위대하게》
- 2017년 SBS 《미운 우리 새끼》
- 2018년 JTBC 《착하게 살자》
- 2018년 SBS 《백종원의 골목식당》
- 2018년 MBC 《황금어장 라디오스타》 - 게스트
- 2018년 코미디TV 《맛있는 녀석들》
- 2018년 MBC 《두니아 처음 만난 세계》
- 2019년 MBC 《돈스파이크의 먹다 보면》
- 2019년 tvN 《미쓰 코리아》
- 2019년 JTBC 《지구형 인간》
- 2019년 Mnet 《퀸덤》
- 2021년 tvN 《온앤오프》
- 2022년 iHQ 《돈쭐내러 왔습니다》 - 21회
- 2022년 tvN 《줄 서는 식당》 - 22회
- 2022년 MBC 에브리원 《대한외국인》 - 198회
- 2022년 채널A 《오은영의 금쪽 상담소》 - 46회